# Холоу Рок (Тенеси)
Холоу Рок (енгл. Hollow Rock) град је у америчкој савезној држави Тенеси.

## Демографија
По попису из 2010. године број становника је 718, што је 245 (-25,4%) становника мање него 2000. године.
| Група             | 2000.       | 2010.       |
| Белци             | 864 (89,7%) | 638 (88,9%) |
| Афроамериканци    | 83 (8,6%)   | 49 (6,8%)   |
| Азијати           | 1 (0,1%)    | 4 (0,6%)    |
| Хиспаноамериканци | 6 (0,6%)    | 12 (1,7%)   |
| Укупно            | 963         | 718         |